# 酒とバラの日々 (曲)
「酒とバラの日々」（さけとバラのひび、Days of Wine and Roses）は、ヘンリー・マンシーニ作曲の楽曲。1962年公開の同名映画『酒とバラの日々』のテーマ曲で、1962年度アカデミー歌曲賞に選ばれている。また、グラミー賞では最優秀レコード賞、最優秀楽曲賞、最優秀編曲賞を受賞した。流麗なミディアムスローテンポのメジャー調バラードであり、映画ではコーラスで歌われる。
ジョニー・マーサーの歌詞がつけられている。歌詞は、映画の悲劇的なストーリー（酒を通じての男女の出会いと結婚、夫に加えて妻もアルコール中毒に陥り、家庭が崩壊してゆく）を踏まえて象徴的に描いた2つの文章で構成されている。
1963年のアンディ・ウィリアムスのレコード録音がヒットし、『ビルボード』のトップ100チャートで最高26位、同じくアダルト・コンテンポラリー・チャートで最高9位を記録した。この曲の名前を冠したウィリアムスのアルバムが、『ビルボード誌』でLP売り上げ第1位に記録されている。また作曲者マンシーニ自身の指揮によるストリングス・オーケストラとコーラスのバージョンもイージーリスニングの大ヒットとなった。
ジャズのスタンダード・ナンバーとしても知られ、広く演奏されている。曲がヒットして間もない1964年に録音されたオスカー・ピーターソン・トリオのパフォーマンスが有名である。

## カバーした有名なアーティスト
- ペリー・コモ
- アンディ・ウィリアムス
- オスカー・ピーターソン
- ソニー・クリス
- エラ・フィッツジェラルド
- デューク・エリントン
- ビル・フリゼール
- ジュリー・ロンドン
- パティ・ペイジ

日本のアーティスト
- 尾崎紀世彦 - 『GOLDEN☆BEST 尾崎紀世彦』収録
- 櫻井哲夫 - 『Nothin' but the Bass』収録
- 宮沢昭 - 『ナウズ・ザ・タイム』収録